# Aerosteon
 Aerosteon  (Gr. aeros „Luft“, osteon „Knochen“) ist eine Gattung theropoder Dinosaurier (Theropoda) aus der Oberkreide von Südamerika. 
Die fossilen Überreste dieses Dinosauriers wurden 1996 in Argentinien in der Provinz Mendoza etwa ein Kilometer nördlich des Río Colorados gefunden und 2008 von Paul Sereno et al. beschrieben. Es ist lediglich die Typusart A. riocoloradensis bekannt, deren Epitheton auf den Fundort verweist.

## Merkmale

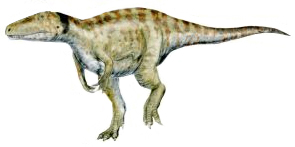
Hypothetische Lebendrekonstruktion von Aerosteon

Aerosteon war ein etwa neun Meter langer Theropode, der vor ungefähr 86 bis 84 Millionen Jahren während der Oberkreide (Santonium) lebte. Wie alle Theropoden bewegte er sich biped (zweibeinig) fort und ernährte sich von Fleisch.
Zu den gefundenen fossilen Überresten gehören ein einzelner Zahn, einige Schädelknochen, einige teilweise oder vollständig erhaltene Wirbel von Hals, Rücken und Kreuzbein, Rippen, Bauchrippen (Gastralia), Gabelbein, das linke Darmbein sowie das linke und rechte Schambein. Die Knochen zeigen, dass das Tier noch nicht ganz ausgewachsen war. Einige der Knochen, darunter das Gabelbein und das Darmbein waren pneumatisiert und zeigen Hinweise auf eine Atmung ähnlich der der Vögel.
Sereno nimmt an, dass sich das Luftsacksystem zunächst entwickelt hat um die Körpertemperatur zu regulieren (Thermoregulation) und später für die Atmung übernommen und weiterentwickelt (Atemmechanik der Vögel) wurde.

## Systematik
Aerosteon gehörte wahrscheinlich nicht zu einer der zu dieser Zeit auf den südlichen Kontinenten beheimateten Dinosauriergruppen (Abelisauridae, Carcharodontosauridae, Spinosauridae). Er kann zu einer neuen Gruppe gehören oder ein überlebender basaler Tetanure sein. Sereno schlug eine Verwandtschaft mit den Allosauroidea des Juras vor.